# کلیسا سنت تادئوس، ددماشن
کلیسا سنت تادئوس، ددماشن (به ارمنی: Դդմաշենի Սուրբ Թադևոս եկեղեցի) یک کلیسا حواری ارمنی واقع در روستای ددماشن در استان گغارکونیک در ارمنستان می‌باشد. ساخت و ساز این ساختمان سده ۷ام میلادی به پایان رسید. این بنا به سبک معماری ارمنی طراحی شده‌است.
بنای این ساختمان به شکل صلیب است. گنبد آن مخروطی شکل و به سبک معماری کلیساهای ارمنی است. معماری این کلیسا بسیار شبیه به سبک صومعه‌های پتغناوانک و کلیسای جامع تالین است.

## نگارخانه

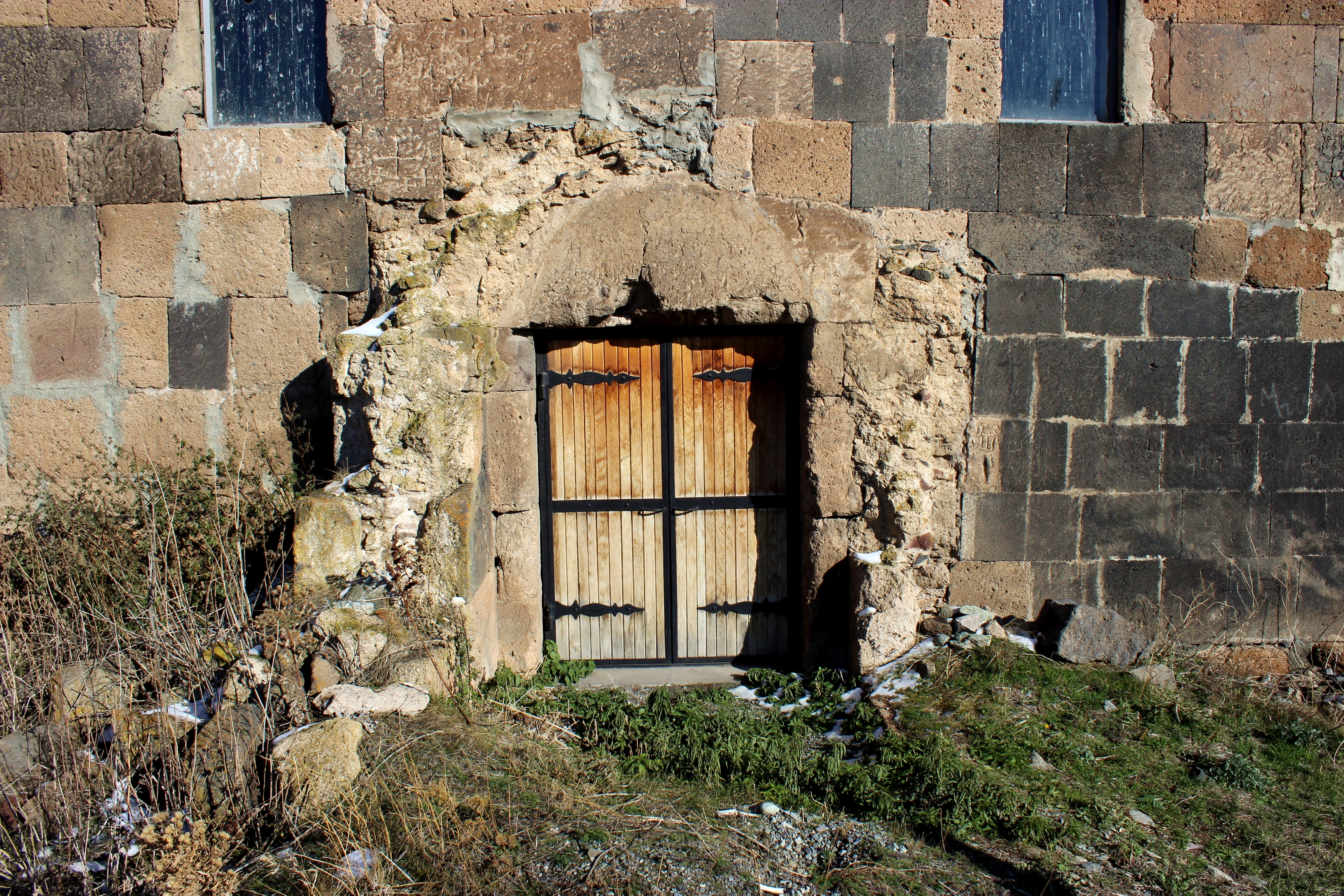
ورودی غربی
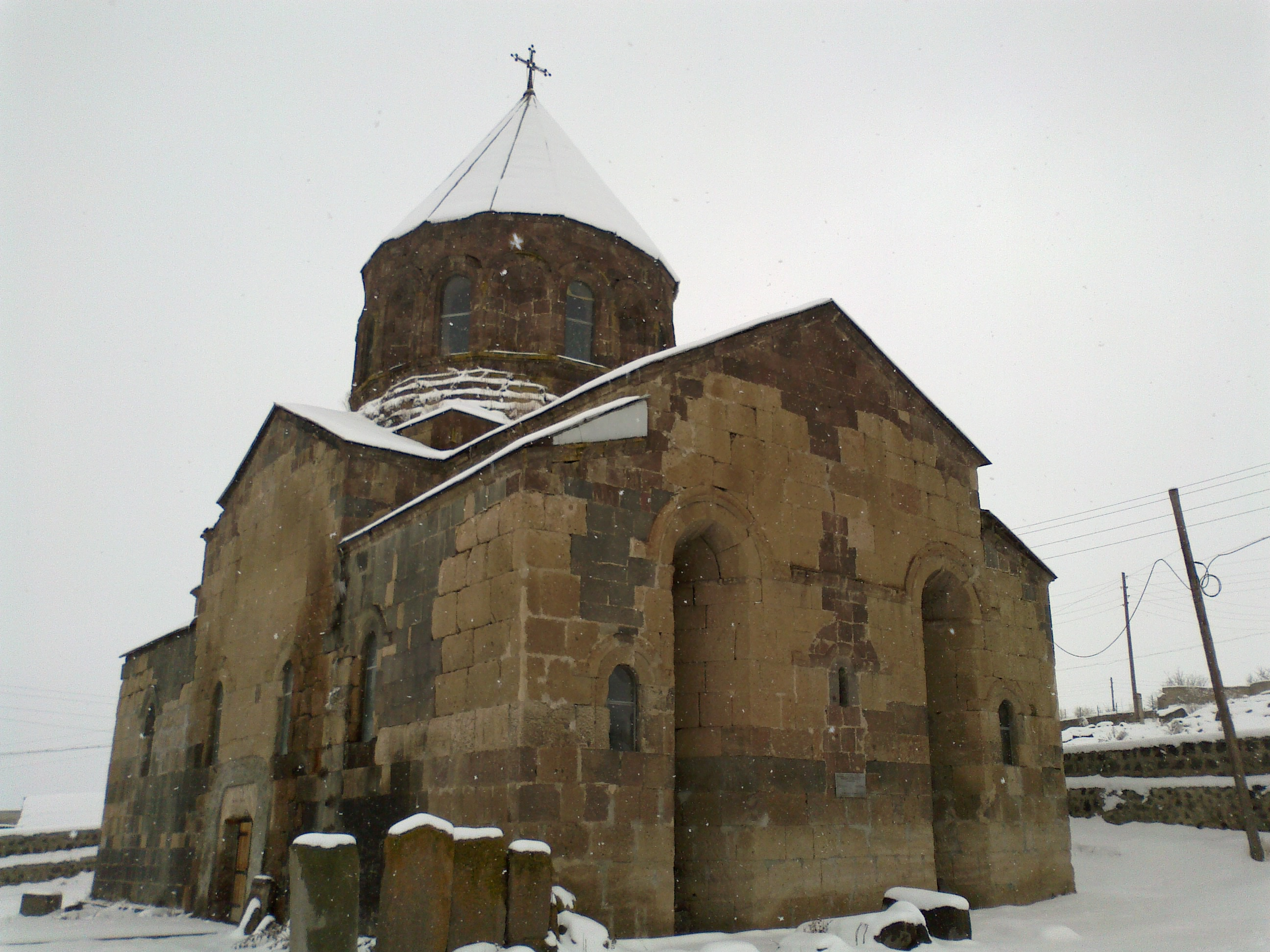
نمای کلی از کلیسا
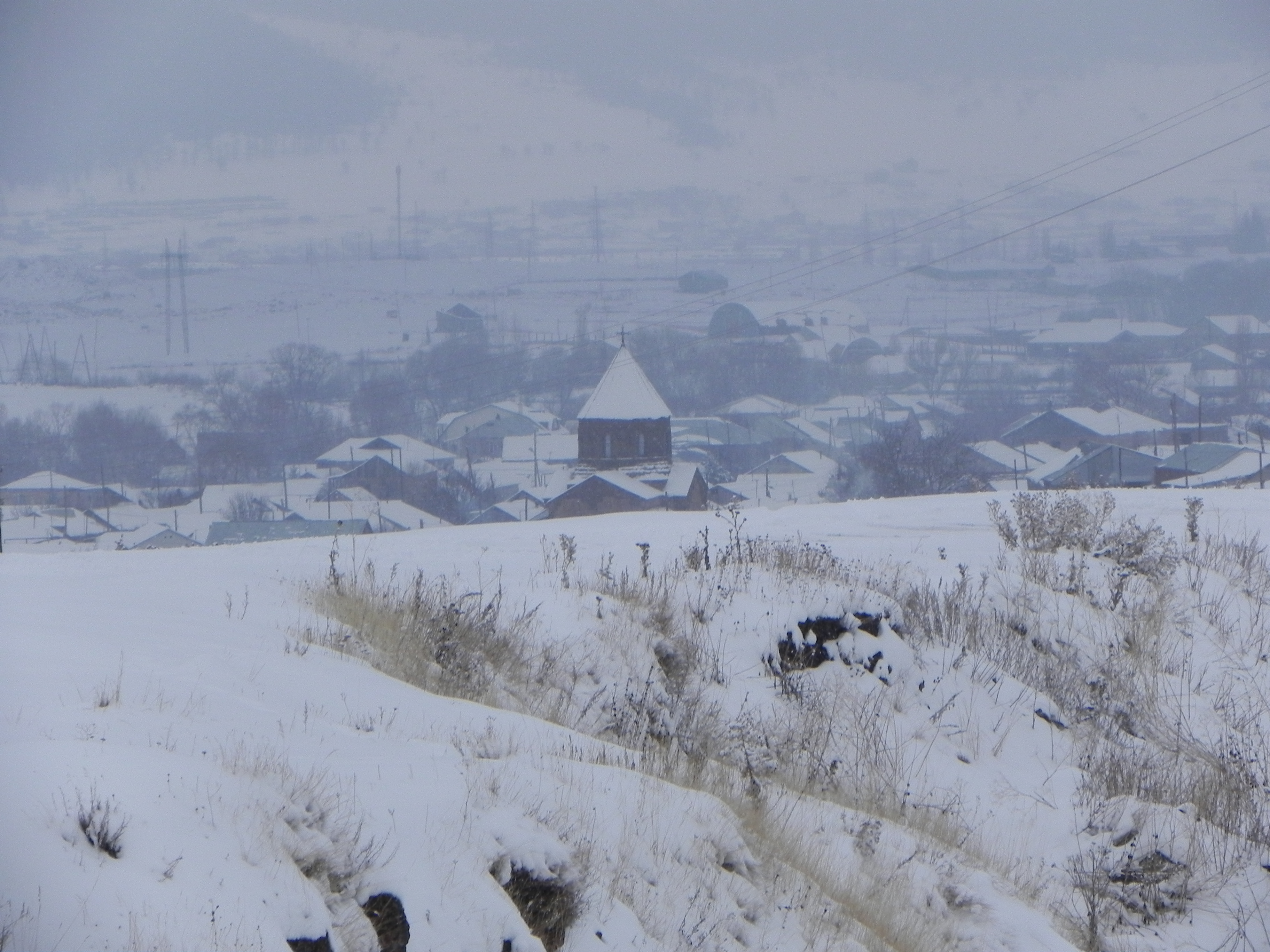
نمای از روستا و کلیسای ددماشن